# Kazakistan ai Giochi della XXXI Olimpiade
Il Kazakistan ha partecipato ai Giochi della XXXI Olimpiade, che si sono svolti a Rio de Janeiro, Brasile, dal 5 al 21 agosto 2016, con una delegazione di 101 atleti impegnati in 19 discipline. Portabandiera alla cerimonia di apertura è stato il taekwondoka ventenne Ruslan Zhaparov, alla sua prima Olimpiade.
La rappresentativa kazaka, alla sua sesta partecipazione ai Giochi estivi, conquistato in tutto 17 medaglie: tre d'oro, cinque d'argento e nove di bronzo, che le sono valse il ventiduesimo posto nel medagliere complessivo.

## Medaglie
| Medaglia | Atleta                    | Sport             | Evento                 |
| -------- | ------------------------- | ----------------- | ---------------------- |
| Oro      | Dmitriy Balandin          | Nuoto             | 200 m rana maschili    |
| Oro      | Daniyar Yeleussinov       | Pugilato          | Pesi welter            |
| Oro      | Nijat Rahimov             | Sollevamento pesi | 77 kg maschile         |
| Argento  | Yeldos Smetov             | Judo              | 60 kg maschile         |
| Argento  | Zhazira Zhapparkul        | Sollevamento pesi | 69 kg femminile        |
| Argento  | Adilbek Niyazymbetov      | Pugilato          | Pesi mediomassimi      |
| Argento  | Vasiliy Levit             | Pugilato          | Pesi massimi           |
| Argento  | Guzel Manyurova           | Lotta libera      | 75 kg femminile        |
| Bronzo   | Galbadrakhyn Otgontsetseg | Judo              | 48 kg femminile        |
| Bronzo   | Farkhad Kharki            | Sollevamento pesi | 62 kg maschile         |
| Bronzo   | Karina Goricheva          | Sollevamento pesi | 63 kg femminile        |
| Bronzo   | Denis Ulanov              | Sollevamento pesi | 85 kg maschile         |
| Bronzo   | Olga Rypakova             | Atletica leggera  | Salto triplo femminile |
| Bronzo   | Alexandr Zaichikov        | Sollevamento pesi | 105 kg maschile        |
| Bronzo   | Elmira Syzdykova          | Lotta libera      | 69 kg femminile        |
| Bronzo   | Yekaterina Larionova      | Lotta libera      | 63 kg femminile        |
| Bronzo   | Ivan Dychko               | Pugilato          | Pesi supermassimi      |
| Bronzo   | Dariga Shakimova          | Pugilato          | Pesi medi              |

## Risultati

### Nuoto
| Atleta            | Evento                    | Batterie | Batterie   | Semifinali      | Semifinali      | Finale          | Finale          |
| Atleta            | Evento                    | Tempo    | Classifica | Tempo           | Classifica      | Tempo           | Classifica      |
| ----------------- | ------------------------- | -------- | ---------- | --------------- | --------------- | --------------- | --------------- |
| Dmitrij Balandin  | 100 m rana                | 59"47    | 9ª C       | 59"45           | 8ª C            | 59"95           | 8ª              |
| Ekaterina Rudenko | 100 metri dorso femminili | 1'01"28  | 20ª        | non qualificata | non qualificata | non qualificata | non qualificata |

### Tiro con l'arco
Maschile
| Atleta            | Evento      | Round di qualificazione | Round di qualificazione | 32-esimi                  | 16-esimi                  | Ottavi                    | Quarti                    | Semifinali                | Finale/ Finale per il bronzo | Pos.            |
| Atleta            | Evento      | Punteggio               | Seed                    | Avversario Seed Punteggio | Avversario Seed Punteggio | Avversario Seed Punteggio | Avversario Seed Punteggio | Avversario Seed Punteggio | Avversario Seed Punteggio    | Pos.            |
| ----------------- | ----------- | ----------------------- | ----------------------- | ------------------------- | ------------------------- | ------------------------- | ------------------------- | ------------------------- | ---------------------------- | --------------- |
| Sultan Duzelbayev | Individuale | 648                     | 48                      | Gu (CHN) (17) V 6-4       | Nespoli (ITA) (16) P 0-6  | non qualificato           | non qualificato           | non qualificato           | non qualificato              | non qualificato |

Femminile
| Atleta          | Evento      | Round di qualificazione | Round di qualificazione | 32-esimi                  | 16-esimi                  | Ottavi                    | Quarti                    | Semifinali                | Finale/ Finale per il bronzo | Pos.            |
| Atleta          | Evento      | Punteggio               | Seed                    | Avversario Seed Punteggio | Avversario Seed Punteggio | Avversario Seed Punteggio | Avversario Seed Punteggio | Avversario Seed Punteggio | Avversario Seed Punteggio    | Pos.            |
| --------------- | ----------- | ----------------------- | ----------------------- | ------------------------- | ------------------------- | ------------------------- | ------------------------- | ------------------------- | ---------------------------- | --------------- |
| Luiza Saidiyeva | Individuale | 625                     | 36                      | Pavlova (UKR) (29) P 0-6  | non qualificato           | non qualificato           | non qualificato           | non qualificato           | non qualificato              | non qualificato |